# عزان شرق (الحيمة الداخلية)

تعديل مصدري - تعديل

عزان شرق هي إحدى قرى عزلة بلاد القبائل بمديرية الحيمة الداخلية التابعة لمحافظة صنعاء، بلغ تعداد سكانها 144 نسمة حسب تعداد اليمن لعام 2004.